# Easton (condado de Marathon, Wisconsin)
Easton es un pueblo ubicado en el condado de Marathon en el estado estadounidense de Wisconsin. En el Censo de 2010 tenía una población de 1111 habitantes y una densidad poblacional de 10,01 personas por km².

## Geografía
Easton se encuentra ubicado en las coordenadas 44°59′48″N 89°23′53″O / 44.99667, -89.39806. Según la Oficina del Censo de los Estados Unidos, Easton tiene una superficie total de 111.01 km², de la cual 110.96 km² corresponden a tierra firme y (0.04%) 0.05 km² es agua.

## Demografía
Según el censo de 2010, había 1111 personas residiendo en Easton. La densidad de población era de 10,01 hab./km². De los 1111 habitantes, Easton estaba compuesto por el 97.48% blancos, el 0.09% eran afroamericanos, el 0.54% eran amerindios, el 0.36% eran asiáticos, el 0% eran isleños del Pacífico, el 1.17% eran de otras razas y el 0.36% pertenecían a dos o más razas. Del total de la población el 1.62% eran hispanos o latinos de cualquier raza.